# كاتالينا ساندينو مورينو
كاتالينا ساندينو مورينو (بالإسبانية: Catalina Sandino Moreno)‏ (ولدت في 19 أبريل 1981) ممثلة كولومبية شاركت مع تشارليز ثيرونفي جائزة الدب الفضي، وحصلت على ترشيح لجائزة الأوسكار لأفضل ممثلة عن دورها في ماريا فول غريس(2004).

## روابط خارجية
- كاتالينا ساندينو مورينو على موقع IMDb (الإنجليزية)
- كاتالينا ساندينو مورينو على موقع قاعدة بيانات الأفلام العربية
- كاتالينا ساندينو مورينو على موقع ألو سيني (الفرنسية)
- كاتالينا ساندينو مورينو على موقع أول موفي (الإنجليزية)
- كاتالينا ساندينو مورينو على موقع قاعدة بيانات الأفلام السويدية (السويدية)
- كاتالينا ساندينو مورينو على موقع ديسكوغز (الإنجليزية)
- كاتالينا ساندينو مورينو على موقع قاعدة بيانات الفيلم (الإنجليزية)
- كاتالينا ساندينو مورينو على موقع كينوبويسك (الروسية)
- Photos "Cristiada": Catalina Sandino filming in Durango, México